# Druga crnogorska liga (2014/2015)
Sezon 2014/15 Druga crnogorska liga – 9. edycja rozgrywek czarnogórskiej Drugiej ligi w piłce nożnej. 
Rozgrywki toczyły się w jednej grupie i występowało w nich 12 drużyn. Po zakończeniu sezonu mistrz awansował bezpośrednio do Prva ligi, a wicemistrz i 3. drużyna zagrają w barażu o awans z 10. i 11. drużyną Prva ligi. Dwie ostatnie drużyny spadły do Trećej ligi.

## Druga crnogorska liga

### Drużyny
W Drugiej crnogorskiej lidze w sezonie 2014/15 występowało 12 drużyn.
| Drużyna                                                          | Miasto       | Sezon 2013/14                           | Uwagi                             |
| Drużyna, która spadła z Prva crnogorskiej ligi 2013/14:          |              |                                         |                                   |
| FK Dečić Tuzi                                                    | Tuzi         | 12. miejsce                             |                                   |
| Drużyny, które występowały w Drugiej crnogorskiej lidze 2013/14: |              |                                         |                                   |
| FK Jezero Plav                                                   | Plav         | 3. miejsce                              | przegrał baraże z FK Mogren Budva |
| FK Arsenal Tivat                                                 | Tivat        | 5. miejsce                              |                                   |
| FK Kom Podgorica                                                 | Podgorica    | 6. miejsce                              |                                   |
| FK Cetinje                                                       | Cetinje      | 7. miejsce                              |                                   |
| FK Jedinstvo Bijelo Polje                                        | Bijelo Polje | 8. miejsce                              |                                   |
| OFK Igalo                                                        | Igalo        | 9. miejsce                              |                                   |
| FK Ibar Rožaje                                                   | Rožaje       | 10. miejsce                             |                                   |
| FK Bratstvo Cijevna                                              | Cijevna      | 11. miejsce                             | zajął miejsce FK Zora Spuž *      |
| FK Zabjelo Podgorica                                             | Podgorica    | 12. miejsce                             | zajął miejsce FK Čelik Nikšić *   |
| Drużyny, które awansowały z Trećej crnogorskiej ligi 2013/14:    |              |                                         |                                   |
| FK Iskra Danilovgrad                                             | Danilovgrad  | 1. miejsce Treća liga (Srednja regija)  |                                   |
| FK Radnički Berane                                               | Berane       | 1. miejsce Treća liga (Sjeverna regija) |                                   |

 * Przed startem sezonu 2014/15 FK Zora Spuž (4. miejsce) wycofał się z rozgrywek Drugiej ligi w sezonie 2014/15 (drużyna została rozwiązana), w jego miejsce w Drugiej lidze pozostał FK Bratstvo Cijevna, jako najwyżej sklasyfikowany spadkowicz oraz z rozgrywek Prva ligi w sezonie 2014/15 wycofał się FK Čelik Nikšić (3. miejsce w Prva lidze, też drużyna została rozwiązana), w jego miejsce w Prva lidze pozostał FK Mornar Bar, jako najwyżej sklasyfikowany spadkowicz, a wolne miejsce w Drugiej lidze zajął FK Zabjelo Podgorica.

### Tabela
| Poz. | Klub                      | M  | Pkt. | Mecze | Mecze | Mecze | Bramki | Bramki |
| Poz. | Klub                      | M  | Pkt. | zwy.  | rem.  | por.  | zdob.  | stra.  |
| ---- | ------------------------- | -- | ---- | ----- | ----- | ----- | ------ | ------ |
| 1    | FK Iskra Danilovgrad      | 33 | 67   | 20    | 7     | 6     | 55     | 26     |
| 2    | FK Dečić Tuzi             | 33 | 65 * | 20    | 6     | 7     | 58     | 28     |
| 3    | OFK Igalo                 | 33 | 60   | 16    | 12    | 5     | 42     | 24     |
| 4    | FK Jedinstvo Bijelo Polje | 33 | 48   | 12    | 12    | 9     | 28     | 29     |
| 5    | FK Radnički Berane        | 33 | 45   | 13    | 6     | 14    | 50     | 39     |
| 6    | FK Kom Podgorica          | 33 | 40   | 9     | 13    | 11    | 35     | 38     |
| 7    | FK Cetinje                | 33 | 39   | 11    | 6     | 16    | 36     | 54     |
| 8    | FK Ibar Rožaje            | 33 | 37   | 9     | 10    | 14    | 31     | 41     |
| 9    | FK Jezero Plav            | 33 | 37   | 9     | 10    | 14    | 34     | 45     |
| 10   | FK Bratstvo Cijevna       | 33 | 36   | 10    | 6     | 17    | 38     | 58     |
| 11   | FK Zabjelo Podgorica      | 33 | 36 * | 10    | 7     | 16    | 38     | 46     |
| 12   | FK Arsenal Tivat          | 33 | 32   | 9     | 5     | 19    | 30     | 47     |

| Legenda:                                 |
| awans do Prva crnogorskiej ligi          |
| baraże o awans do Prva crnogorskiej ligi |
| spadek do Trećej crnogorskiej ligi       |

- FK Iskra Danilovgrad awansował do Prva ligi 2015/16.
- FK Dečić Tuzi wygrał swoje mecze barażowe i awansował do Prva ligi 2015/16.
- OFK Igalo przegrał swoje mecze barażowe i pozostał w Drugiej crnogorskiej lidze 2015/16.
- FK Arsenal Tivat i FK Zabjelo Podgorica spadły do Trećej crnogorskiej ligi 2015/16.

 * FK Dečić Tuzi i FK Zabjelo Podgorica zostały ukarane 1. punktem ujemnym.

## Baraż o awans do Prva ligi

### FK Mornar Bar-OFK Igalo
|         | Data           | Drużyna 1.    | Drużyna 2.    | Wynik               |
| 1. mecz | 3 czerwca 2015 | FK Mornar Bar | OFK Igalo     | 2:0                 |
| Rewanż  | 7 czerwca 2015 | OFK Igalo     | FK Mornar Bar | 2:0 dogr. (8:9 kr.) |

- FK Mornar Bar wygrał mecze barażowe i pozostał w Prva lidze.
- OFK Igalo przegrał mecze barażowe i pozostał w Drugiej crnogorskiej lidze.

### FK Mogren Budva-FK Dečić Tuzi
|         | Data           | Drużyna 1.      | Drużyna 2.      | Wynik |
| 1. mecz | 3 czerwca 2015 | FK Mogren Budva | FK Dečić Tuzi   | 0:5   |
| Rewanż  | 7 czerwca 2015 | FK Dečić Tuzi   | FK Mogren Budva | 2:1   |

- FK Mogren Budva przegrał mecze barażowe i spadł do Drugiej crnogorskiej ligi.
- FK Dečić Tuzi wygrał mecze barażowe i awansował do Prva ligi.